# Knooppunt Bocholtz
Knooppunt Bocholtz is een voormalig verkeersknooppunt in het zuiden van de Nederlandse provincie Limburg. Het lag schuin onder Heerlen, vlak bij de Duitse grens en dankte zijn naam aan de plaats Bocholtz. Het knooppunt verbond de A76 met de N281.
Knooppunt Bocholtz is aangelegd in 1970 en was een volledig klaverblad, met parallelbanen op beide wegen. Oorspronkelijk was gepland dat de huidige N281 richting het westen als A78 naar Maastricht zou lopen, maar in plaats daarvan werd in 1975 enige kilometers noordelijker de A79 aangelegd.
Aangezien de A78 nooit meer zal worden aangelegd en het verkeersaanbod dus veel lager is dan oorspronkelijk gedacht, is in 2001 besloten het ruim opgezette knooppunt af te breken en het te vervangen door een gewone snelwegaansluiting: afrit 7 van de A76. Bij de afbraak werden de twee viaducten van de parallelbanen van de N281 opgeblazen.
| Aansluitende wegen           | Aansluitende wegen | Aansluitende wegen | Aansluitende wegen | Aansluitende wegen        |
| ---------------------------- | ------------------ | ------------------ | ------------------ | ------------------------- |
| richting Eindhoven/Antwerpen |                    |                    |                    | richting Heerlen/Kerkrade |
|                              |                    |                    |                    |                           |
|                              |                    |                    |                    |                           |
|                              |                    |                    |                    |                           |
| richting Simpelveld/Vaals    |                    |                    |                    | richting Aachen (D)       |

Almere · Amstel · Arnestein · Assen · Azelo · Badhoevedorp · Bankhoef · Batadorp · Beekbergen · Benelux · Beverwijk · Bodegraven ·  Boterdiep ·  Buren · Burgerveen · Coenplein · De Baars · De Hoek · De Hogt · De Nieuwe Meer · De Poel · De Punt · De Stok · Deil · Diemen · Drachten · Drie Klauwen · Eemnes · Ekkersweijer · Emmeloord · Empel · Euvelgunne · Everdingen · Ewijk · Galder · Gooimeer · Gorinchem · Gouwe · Grijsoord · Hattemerbroek · Heerenveen · Hellegatsplein · Het Vonderen · Hintham · Hoevelaken · Hofvliet · Holendrecht · Holsloot · Hoogeveen · Hooipolder · IJmuiden (niet officieel) · Joure · Julianaplein · Kerensheide · Kethelplein · Klaverpolder · Kleinpolderplein · Kooimeer · Kruisdonk · Kunderberg · Lankhorst · Leenderheide · Lunetten · Maanderbroek · Markiezaat · Muiderberg · Neerbosch · Noordhoek · Ommedijk · Oud-Dijk · Oudenrijn · Paalgraven · Princeville · Prins Clausplein · Raasdorp ·  Reitdiep ·  Ressen · Ridderkerk · Rijkevoort · Rijnsweerd · Rottepolderplein · Rozenburg · Sabina · Sint-Annabosch · Stelleplas · Slufter · Ten Esschen · Terbregseplein · Tiglia · Vaanplein · Valburg · Velperbroek · Velsen · Vlaardingen · Vrijheidsplein · Vught · Waterberg · Watergraafsmeer · Werpsterhoek · Westerlee · Ypenburg · Zaandam · Zaarderheiken · Zonzeel · Zoomland · Zuidbroek · Zurich

Geplande knooppunten:
De Liemers · Harnasch · Zestienhoven

Voormalige knooppunten:
Bocholtz · Ekkersrijt · Europaplein (Groningen) · Europaplein (Maastricht) · Lindenholt